# Trajansforum

Trajansforum

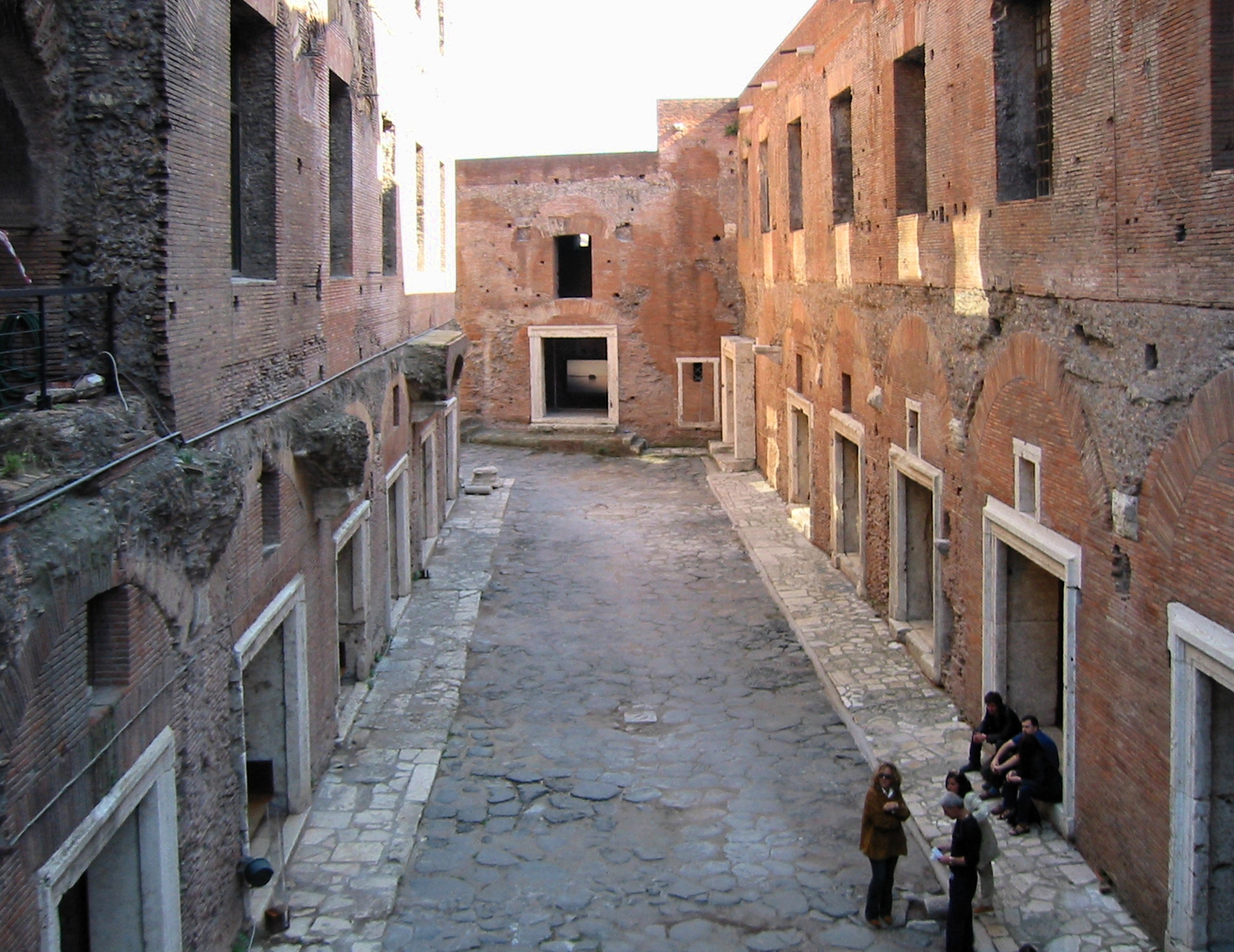
Die Via Biberatica in den Trajansmärkten

Das Trajansforum (lateinisch Forum Traiani) in Rom ist das letzte, größte und prächtigste der so genannten Kaiserforen. Auch ist es das Forum in Rom, das heute noch am besten erhalten ist.

## Entstehung

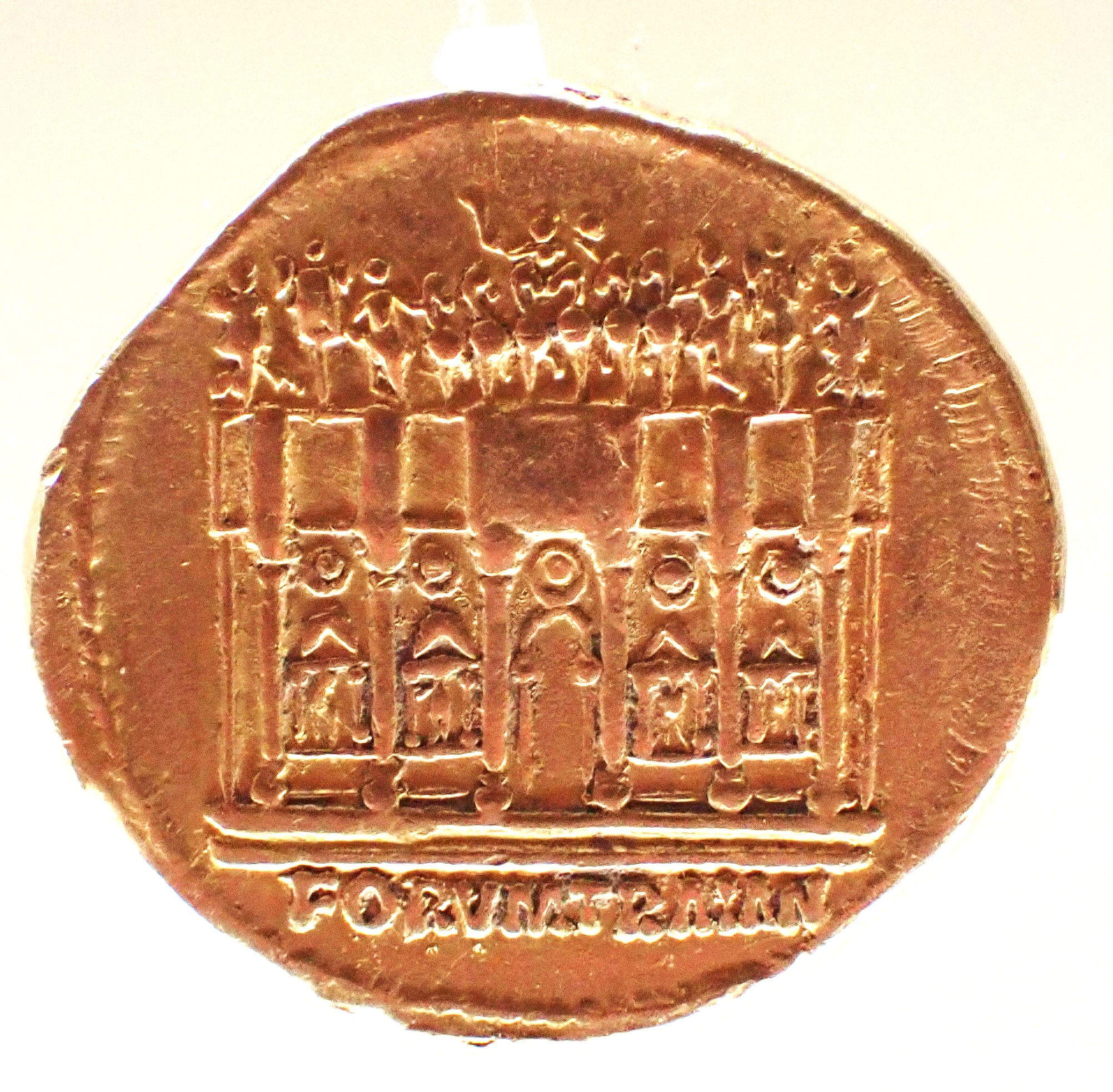
Goldmünze mit Forum Traiani, Kampmann 27.12

Auf Befehl Kaiser Trajans wurde unter Leitung des renommierten Architekten Apollodor von Damaskus im Jahr 107 n. Chr. mit dem Bau und der Ausgestaltung des Trajansforums begonnen. Endgültig eingeweiht wurde die gesamte Anlage im Jahre 143 n. Chr. In zentraler Lage in Rom war kein Platz für ein so prächtiges Forum, wie es sich Trajan vorstellte. Er wählte deshalb den noch weitgehend unbebauten Abschnitt zwischen dem Augustusforum und dem Caesarforum für das Forum aus. Die Örtlichkeit befand sich auf einer Anhöhe zwischen dem Kapitol und dem Quirinal. Da Trajan keineswegs sein Forum auf einer Anhöhe errichten lassen wollte, ließ er das Erdreich des ungefähr 35 m hohen Ostabhangs des Quirinals abtragen. Für das aufwendige Unternehmen wurde ferner eine ganze Reihe von Häusern, die sich hier befanden, eingeebnet.
Anlässlich der Vollendung des Forums ließ Trajan Goldmünzen (Aurei) prägen, die das Forum auf der Rückseite abbilden.

## Struktur

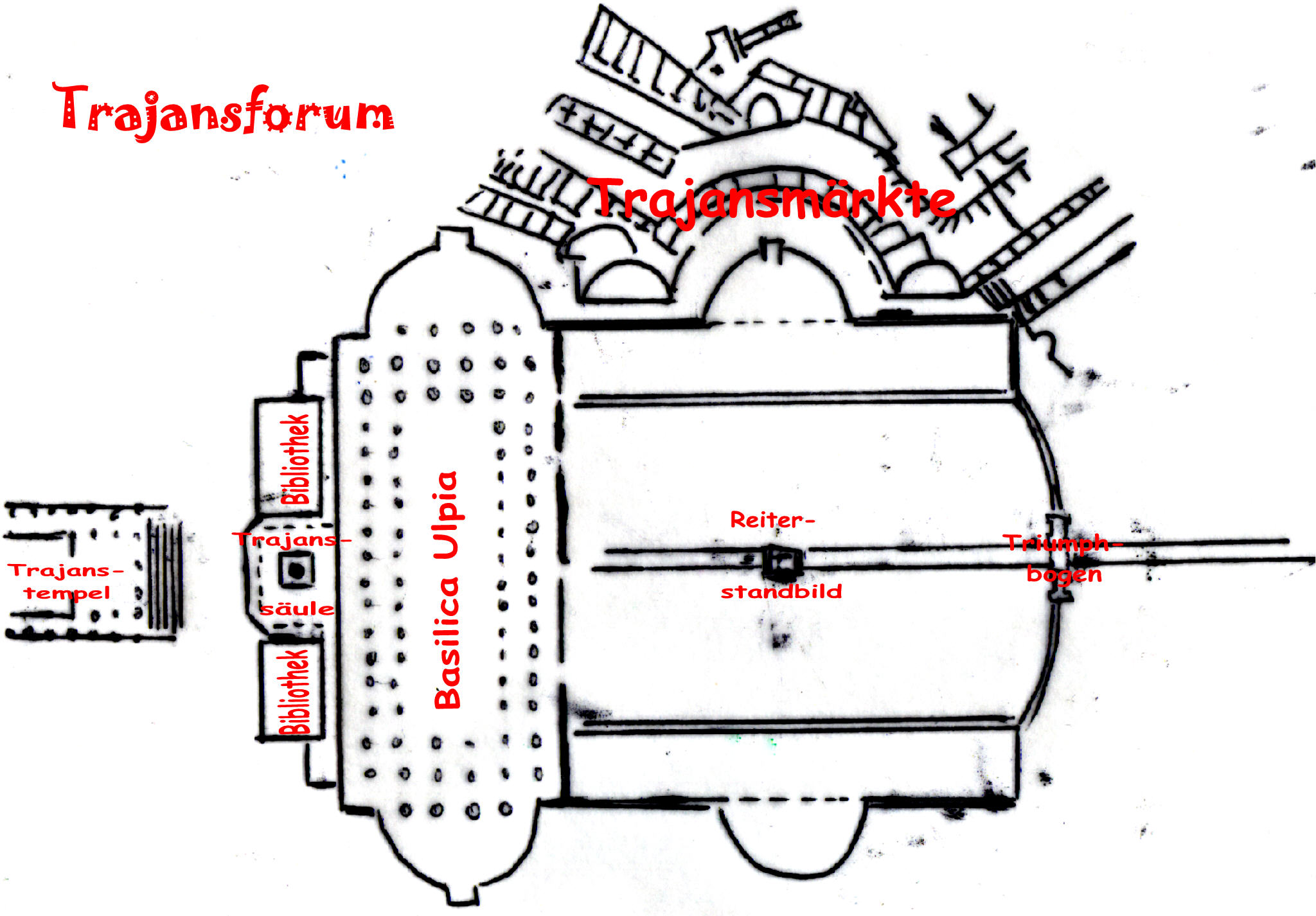
Skizze zum Trajansforum

Anhand der nebenstehenden Skizze (Lageplan) kann man die Struktur des Trajansforums nachvollziehen:
- Eine triumphbogenartige Toranlage, die im Jahre 116 n. Chr. errichtet wurde, bildete den Eingang zum Forum.
- Ein vom Kolosseum kommender Weg verlief geradewegs durch die Toranlage zum zentralen Reiterstandbild Trajans.
- Am abgegrabenen Westhang des Quirinalhügels entstanden in halbkreisförmiger Anordnung die so genannten Trajansmärkte. Hier waren in zahlreichen, mehrere Stockwerke hohen Gebäuden Läden, Magazine und dergleichen untergebracht. Viele der so entstandenen Ladenstraßen ließ Apollodor von Damaskus sogar überdachen, damit die Besucher vor Regen geschützt waren. Mit den zahlreichen sich ergebenden Innenhöfen zusammen erinnert das Ensemble an neuzeitliche Ladenpassagen und moderne Einkaufszentren.
- Beeindruckend auf die Besucher des Forums muss die fünfschiffige Basilica Ulpia gewirkt haben. Vermutlich waren hier die Ämter für Justiz- und Schulwesen untergebracht.
- An die Basilica Ulpia schloss sich eine aus zwei getrennten Gebäuden bestehende Bibliothek an. Ein Gebäudeteil beherbergte die lateinischen Bücher, der andere die griechischen.
- Zwischen den beiden Teilen der Bibliothek stand die – bis heute unveränderte – Trajanssäule, errichtet zur Lobpreisung des Sieges in den Dakerkriegen. Sie ist der am besten erhaltene Überrest des Trajansforums.
- Als Abschluss des Forums wurde bis zu den Ausgrabungen im Jahr 2004 ein Trajanstempel angenommen. Diese Ausgrabungen förderten jedoch Strukturen zutage, die eher auf eine Wohnbebauung an dieser Stelle schließen lassen.

## Weitere Geschichte

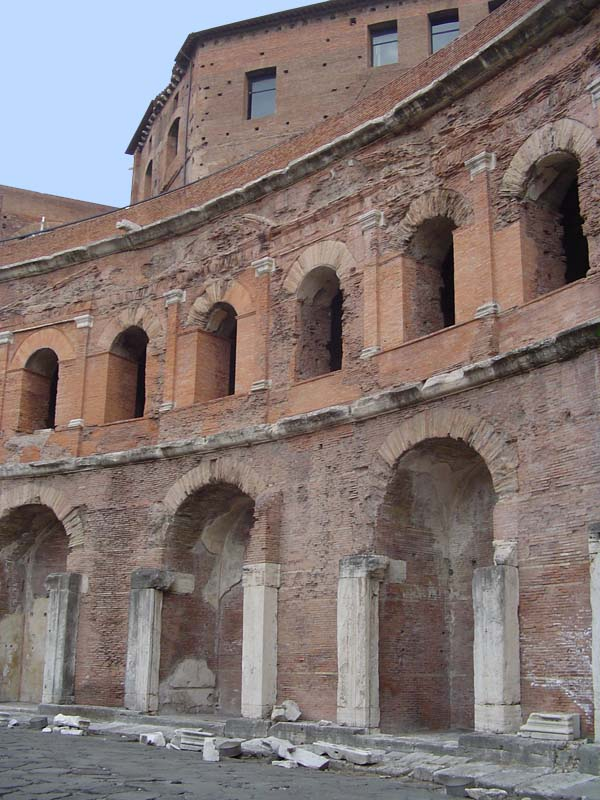
Bögen der Trajansmärkte heute

Das Trajansforum, auf dem noch bis in die Spätantike Ehrenstatuen aufgestellt worden waren, wurde später weitgehend überbaut. Viele Gebäude bzw. Gebäudeteile dienten im Mittelalter zudem als Steinbruch. Gut erhalten sind vor allem die Trajanssäule und weite Teile der Märkte. Insgesamt ist bisher wenig ausgegraben worden. Dies liegt nicht zuletzt daran, dass sich die Reste des Trajansforums zirka 5 m unter dem heutigen Straßenniveau der Stadt befinden. Auch kreuzt die unter Benito Mussolini gebaute Via dei Fori Imperiali das Trajansforum ebenso wie die beiden flankierenden Kaiserforen, das Augustus- und das Caesarforum; bei ihrem Bau wurden die archäologischen Funde massiv beschädigt beziehungsweise vernichtet.